# Keiko Suenobu
Keiko Suenobu (nascuda el 1979) és una dibuixant de manga shojo de temàtica social. Ha saltat a la fama especialment per les seves obres sobre el bullying o assetjament escolar al Japó, com Vitamin i Raifu, traduït com a Life a Occident i guanyador del Premi Kōdansha al millor manga.